# David Planka
David Planka, né le 28 juillet 2005 à Prague en Tchéquie, est un footballeur tchèque qui évolue au poste de milieu central au MFK Karviná.

## Biographie

### En club
Né à Prague en Tchéquie, David Planka est issu d'une famille originaire d'Ostrava et sa mère a des racines slovaques. Il grandit dans la capitale tchèque et fait toutes sa formation dans l'un des clubs les plus importants du pays, le SK Slavia Prague. Il commence toutefois sa carrière au FC Vlašim où il est prêté pendant six mois en 2024.
Le 19 juillet 2024, David Planka quitte définitivement le Slavia Prague pour signer en faveur du MFK Karviná. Il y retrouve notamment Martin Hyský (en), qui était déjà son entraîneur au FC Vlašim.
Il fait sa première apparition en première division tchèque avec ce club, le 21 juillet 2024 contre le FC Slovan Liberec, lors de la première journée de la saison 2024-2025. Il est directement titularisé mais son équipe est battue par trois buts à un.

### En sélection
David Planka représente la Tchéquie en sélection, commençant avec les moins de 17 ans. Il joue au total onze matchs avec cette sélection entre 2021 et 2022.
De 2022 à 2023 il joue avec les moins de 18 ans, faisant neufs apparitions et marquant un but.